# Wasnes-au-Bac

Wasnes-au-Bac este o comună în departamentul Nord, Franța. În 1 ianuarie 2022 avea o populație de 596 de locuitori.